# Karl Petter Løken
Karl Petter Løken (ur. 14 sierpnia 1966 w Karlskodze) – piłkarz norweski grający na pozycji defensywnego pomocnika.

## Kariera klubowa
Pierwszym klubem Løkena w karierze był Rosenborg BK, w barwach którego zadebiutował w 1985 roku w lidze norweskiej. Rozgrywając tylko jedno spotkanie został po raz pierwszy w karierze mistrzem Norwegii. W 1988 roku zdobył Puchar Norwegii, a w 1989 roku jego kolejnym sukcesem było wywalczenie wicemistrzostwa Norwegii. Natomiast w 1990 roku grał już w pierwszym składzie Rosenborga i sięgnął po swój kolejny tytuł mistrza kraju, a także po pierwszy Puchar Norwegii. W 1991 roku Rosenborg nie obronił tytułu i był drugi w lidze, ale Karl Petter z 12 golami został królem strzelców ligi. W 1992 roku Løken wraz z partnerami z boiska sięgnął po dublet. W 1993 roku wywalczył kolejne mistrzostwo, a w 1994 roku także został mistrzem kraju. W 1995 roku po raz pierwszy awansował z Rosenborgiem do fazy grupowej Ligi Mistrzów, ale klub z Trondheim zajął 3. miejsce w grupie za Spartakiem Moskwa i Legią Warszawa. W tym samym roku sięgnął po kolejny dublet, a w roku 1996 po raz ostatni został mistrzem kraju. W 1997 roku przeszedł do drugoligowego Stabæk Fotball, z którym awansował do pierwszej ligi. W 1998 roku w jego barwach zakończył piłkarską karierę.

## Kariera reprezentacyjna
W reprezentacji Norwegii Løken zadebiutował 14 stycznia 1987 roku w przegranym 0:4 meczu z Bułgarią. W 1994 roku został powołany przez selekcjonera Egila Olsena na Mistrzostwa Świata w USA, na których nie wystąpił w żadnym spotkaniu. Ostatni mecz w kadrze rozegrał w 1995 roku przeciwko Holandii (0:3). Łącznie w drużynie narodowej wystąpił 36 razy i strzelił 1 gola.